# Никольское (Торжокский район)
Нико́льское — село в Торжокском районе Тверской области. Центр Никольского сельского поселения.
Расположено в 18 км к западу от города Торжка. В 1,5 км к югу от села — река Таложенка.

## История
Село Черенчицы в XVIII веке было имением Львовых, которым в Новоторжском уезде принадлежали также имения Арпачёво, Вишенье, Челядино, Митино, Василёво, Борок, Сырково, Железово, Житково, Макарьино, Владенино, Колодези, Нижнее (винокуренный завод). Здесь, в имении отца, родился и провёл детство и отрочество Н. А. Львов, и которое стало называться Никольское-Черенчицы, когда Николай Александрович стал его хозяином.
В Списке населенных мест 1859 года значится владельческое село Никольское (Черенчицы) с православной церковью (14 вёрст от Торжка, 27 дворов, 302 жителя). В 1886 году в селе Никольском, Никольской волости и прихода, 56 дворов, 325 жителей. С 1885 года действует церковно-приходская школа.
В Советское время село Никольское центр сельсовета, центральная усадьба колхоза им.1 Мая.

## Население
| 1859 | 1884 | 1992 | 2002 | 2010 |
| ---- | ---- | ---- | ---- | ---- |
| 302  | ↗321 | ↘231 | ↘220 | →220 |

## Инфраструктура
- МОУ Никольская СОШ  Архивная копия от 4 ноября 2014 на Wayback Machine
- МУК Никольский ДК
- МУ Никольская сельская библиотека-филиал Торжокской ЦБС
- СПК им.1 Мая

## Известные люди
В Черенчицах (Никольском), в своём родовом имении, родился, жил, работал и умер известный русский архитектор Николай Александрович Львов (1753—1804). В Никольском у него гостили известные писатели, деятели культуры и искусства: В. В. Капнист, И. И. Хемницер, В. Л. Боровиковский, Д. Г. Левицкий и др. В 1810 году на могилу Львова приезжал Г. Р. Державин и написал здесь стихотворение «На гроб переводчика Анакреона».

## Достопримечательности
Усадьба Никольское-Черенчицы принадлежала и была построена по проекту Н. А. Львова. Памятник архитектуры конца XVIII — начала XIX века. Сохранились флигель главного дома, погреб-пирамида, остатки парка с прудами, кузница и Воскресенская церковь-мавзолей в форме ротонды (родовая усыпальница, 1794—1804), в которой похоронен Н. А. Львов.
Рядом с бывшей усадьбой, в парке, стоит открытый в 1975 году памятник воинам-землякам, погибшим на фронтах Великой Отечественной войны.
В 2023 году усадебный храм и остатки господского дома включены в список всемирного наследия UNESCO в составе групповой номинации "Исторический центр Торжка и усадебная архитектура Николая Львова".